# Pé de Plátano
Pé de Plátano és un barri de la ciutat brasilera de Santa Maria, Rio Grande do Sul. El barri està situat al districte de Sede.

## Villas
El barri amb les següents villas: Parque Residencial Ouro Verde, Pé de Plátano, Vila Almeida, Vila Presidente Vargas.

## Galeria de fotos

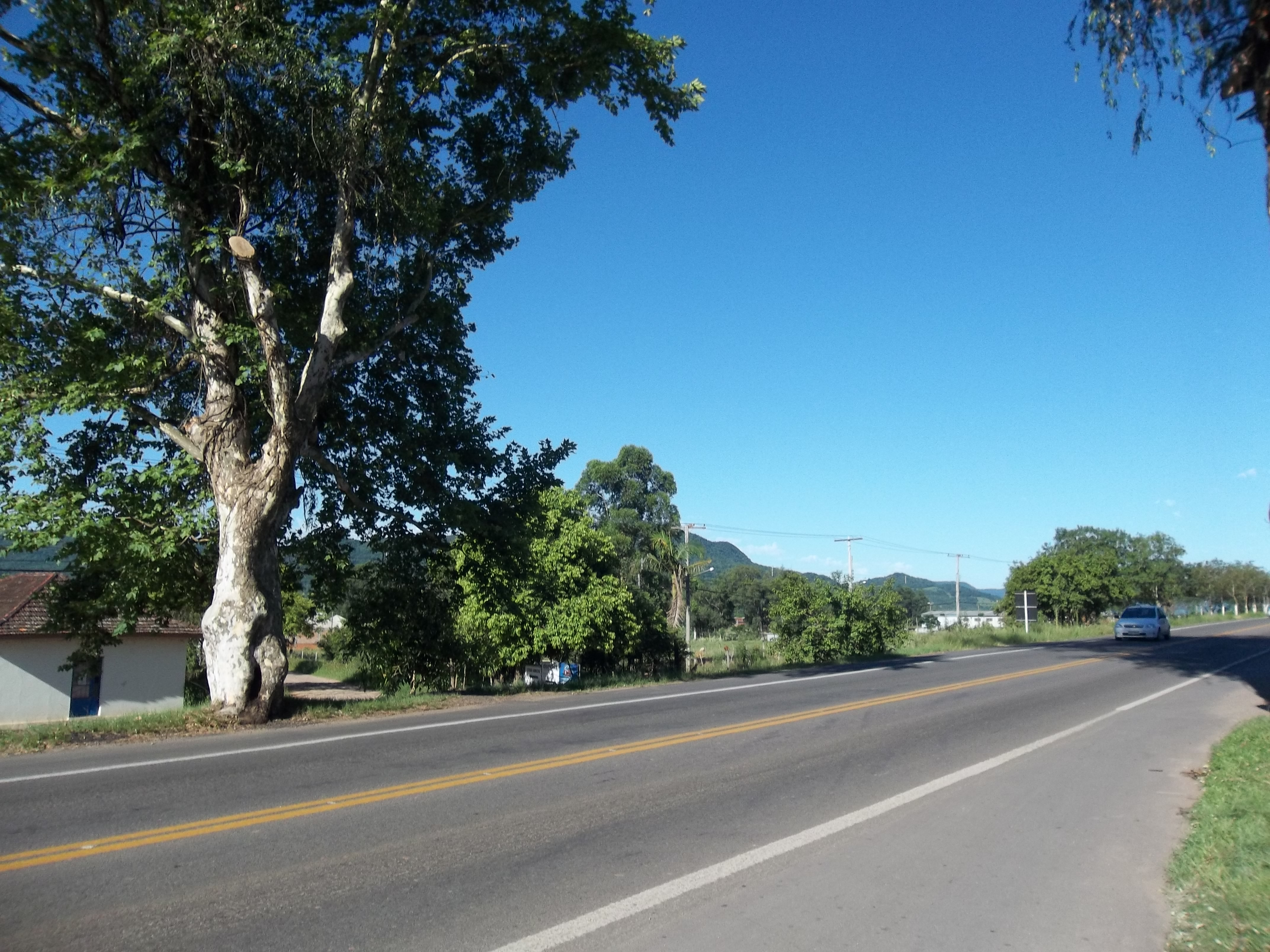

| Arroio Grande      | Arroio Grande | Arroio Grande Camobi |
| Arroio Grande Km 3 |               | Camobi               |
| São José           | São José      | Camobi               |